# بوب نابر
بوب نابر (3 سبتمبر 1929 في الولايات المتحدة - 8 فبراير 1998) (بالإنجليزية: Bob Naber)‏ هو لاعب كرة سلة أمريكي في مركز هجوم صغير الجسم. لعب مع Louisville Cardinals ‏.

## وصلات خارجية
- بوب نابر على موقع إن بي أي (الإنجليزية)
- بوب نابر على موقع سبورتس رفرنس (الإنجليزية)
- بوب نابر على موقع كلية كرة السلة في سبورتس رفرنس.كوم (الإنجليزية)
- بوب نابر على موقع ريلجم (الإنجليزية)
- بوب نابر على موقع بروبوليرز (الإنجليزية)